# Toma Nekić
Toma Nekić (Jasenica, 17. siječnja 1690. – 1754.), ninski biskup.

## Životopis
Rođen je u Jasenicama u zaselku Podbobiji dana 17. siječnja 1690. Studirao je u Italiji, a nakon studija obnašao različite službe, pa je tako od 1734. obnašao funkciju arhiđakona i generalnog vikara ninskog biskupa Andrije Balbia. Za biskupa ga je posvetio papa Benedikt XIV. 28. siječnja 1743. Kako bi proširio sakristiju ninske katedrale dao je porušiti kapelu sv. Ivana Krstitelja iz koje je tom prilikom u Mletke prenesena krstionica kneza Višeslava. Umro je 1754. godine, a pokopan je u grobnici ninskih biskupa.